# Antarchaea fragilis
Antarchaea fragilis là một loài bướm đêm trong họ Noctuidae.